# SoMa
SoMa (Voorheen 2Boys) is een Noors duo bestaande uit de broers Marcus (14 juli 1996, Sandefjord) en Sondre (8 augustus 1999, Sandefjord) Borgersen Bringaker.

## Melodi Grand Prix junior
In 2009 hebben de broers meegedaan aan Melodi Grand Prix junior, een nationale televisie zangwedstrijd voor kinderen. Ze hebben hierbij de finale gehaald, maar deze niet gewonnen. Het was wel het begin van 2Boys

## Be Yourself
In 2010 bracht 2Boys hun eerste album uit, genaamd Be Yourself.
De broers hebben aan de meeste nummers meegeschreven, samen met producer Henning Hoel Eriksen. Buiten de nummers die ze samen gezongen hebben, hebben beide broers ook ieder een solo nummer opgenomen.
| Volgnummer | Titel              | Uitvoerende                |
| ---------- | ------------------ | -------------------------- |
| 1          | Be Yourself        | 2Boys                      |
| 2          | Girlfriend         | 2Boys                      |
| 3          | Hey Now            | 2Boys                      |
| 4          | Song Is Beautiful  | Marcus Borgersen Bringaker |
| 5          | Forever I Love You | 2Boys                      |
| 6          | An Angel           | 2Boys                      |
| 7          | We Like Summer     | 2Boys                      |
| 8          | Tell Me Why        | Sondre Borgersen Bringaker |
| 9          | The Party          | 2Boys                      |
| 10         | A World            | 2Boys                      |

## Na Be Yourself
Be Yourself, was hun eerste album en tot op heden ook hun enige album. De broers zijn niet gestopt met muziek maken en met het uitbrengen van muziek. In 2013 hebben ze een tour gemaakt door Duitsland.

## Discografie

### Albums
| Album met eventuele hitnotering(en) in de Nederlandse Album Top 100 | Datum van verschijnen | Datum van binnenkomst | Hoogste positie | Aantal weken | Opmerkingen |
| ------------------------------------------------------------------- | --------------------- | --------------------- | --------------- | ------------ | ----------- |
| Be Yourself                                                         | 07-06-2010            |                       |                 |              | (als 2Boys) |

### Singles
| Single met eventuele hitnotering(en) in de Nederlandse Top 40 | Datum van verschijnen | Datum van binnenkomst | Hoogste positie | Aantal weken | Opmerkingen                                                   |
| ------------------------------------------------------------- | --------------------- | --------------------- | --------------- | ------------ | ------------------------------------------------------------- |
| Du og Jeg                                                     | 2009                  |                       |                 |              | Nummer dat ze zongen bij Melodi Grand Prix junior (als 2Boys) |
| Be Yourself                                                   | 18-05-2010            |                       |                 |              | Van het gelijknamige album (als 2Boys)                        |
| Crazy for You                                                 | 29-07-2011            |                       |                 |              | (als 2Boys)                                                   |
| If You Fall                                                   | 29-07-2011            |                       |                 |              | (als 2Boys)                                                   |
| If You Fall (Part II)                                         | 15-08-2011            |                       |                 |              | (als 2Boys) feat. Helfner & Monique Carolin                   |
| Bouncin' Up                                                   | 21-09-2012            |                       |                 |              | (als 2Boys) Alleen verkrijgbaar in Duitsland                  |
| Scandinavian Girls                                            | 16-08-2013            |                       |                 |              | (als 2Boys)                                                   |
| Rocket                                                        | 04-03-2014            |                       |                 |              | (als 2Boys) feat. SHY & DRS                                   |